# NGC 3748
NGC 3748 ist eine  linsenförmige Galaxie des Typs S0 im  Sternbild Löwe. Die Galaxie wurde am 5. April 1874 von dem britischen Astronomen Ralph Copeland entdeckt.
Die Galaxie NCG 3748 bildet zusammen mit NGC 3745, NGC 3746, NGC 3750, NGC 3751, NGC 3753 und NGC 3754 die Galaxiengruppe Arp 320 und ergänzt durch die Galaxie PGC 36010 die Hickson Compact Group (HCG) 57. Halton Arp gliederte seinen Katalog ungewöhnlicher Galaxien nach rein morphologischen Kriterien in Gruppen. Diese Galaxiengruppe gehört zu der Klasse Gruppen von Galaxien. 